# Charles E. Kilbourne

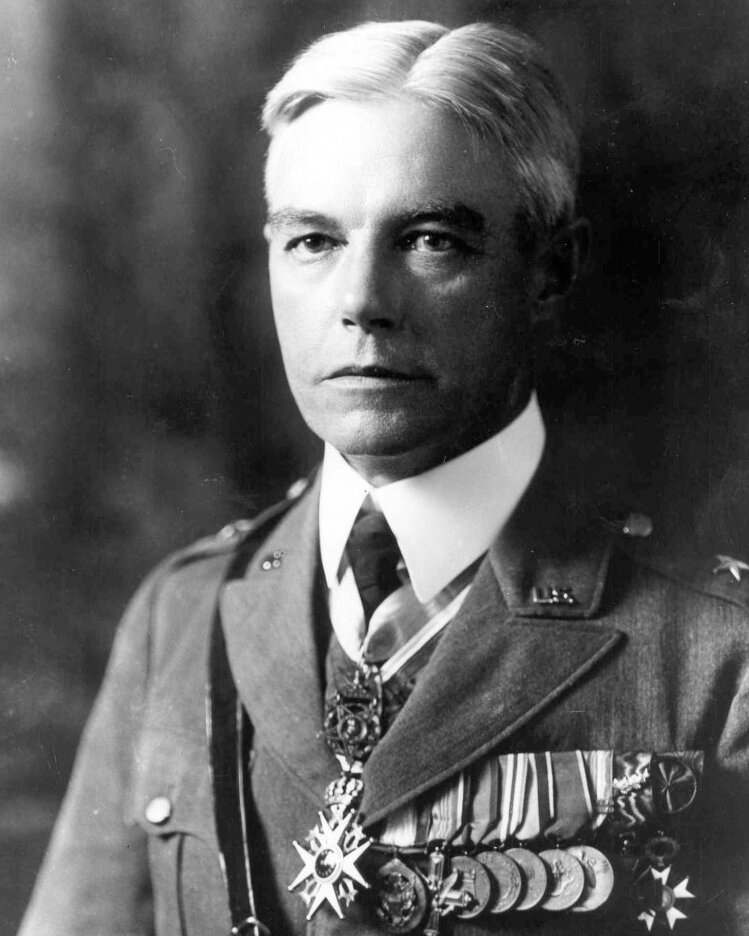
Charles E. Kilbourne Jr.

Charles Evans Kilbourne Jr. (* 23. Dezember 1872 in Fort Myer, Arlington County, Virginia; † 12. November 1963 in Washington, D.C.) war ein Generalmajor der United States Army. Er war unter anderem Kommandeur der 2. Infanteriedivision und der 2. Armee.
Charles E. Kilbourne Jr. war ein Sohn von Charles E. Kilbourne Sr. (1844–1903) und dessen Frau Ada Coolidge (1844–1938). Der Vater war ein Offizier im US-Heer, dessen Laufbahn während des Amerikanischen Bürgerkriegs begann und bis zum Spanisch-Amerikanischen Krieg andauerte. Der jüngere Kilbourne studierte bis 1894 am Virginia Military Institute. Im Jahr 1898 gelangte er als Leutnant in das Offizierskorps des US-Heeres. In der Armee durchlief er anschließend alle Offiziersränge vom Leutnant bis zum Zwei-Sterne-General.
Im Lauf seiner militärischen Karriere absolvierte Kilbourne verschiedene Kurse und Schulungen. Dazu gehörten unter anderem die Artillery School und das Command and General Staff College.
In seinen jüngeren Jahren absolvierte er den für Offiziere in den niederen Rangstufen üblichen Dienst in verschiedenen Einheiten und Standorten. Er nahm sowohl am Spanisch-Amerikanischen Krieg als auch am Philippinisch-Amerikanischen Krieg teil. Zwischenzeitlich war er auch an der Niederschlagung des Boxeraufstands in China beteiligt. Im weiteren Verlauf war er mehrfach auf den Philippinen stationiert, wo er unter anderem auf Corregidor an der Einrichtung der ersten Artilleriegarnison beteiligt war.
Nach zwischenzeitlichen Verwendungen als Stabsoffizier im Generalstab des Heeres wurde er im Januar 1918 zu den Amerikanischen Expeditionsstreitkräften nach Frankreich versetzt, wo er an der Endphase des Ersten Weltkriegs teilnahm. Zwischenzeitlich musste er wegen einer Augenverletzung zur Behandlung in die Heimat zurückkehren. In der Folge kommandierte er eine Artillerie- und später eine Infanteriebrigade. Zwischenzeitlich war er auch Stabschef der 89. Infanteriedivision. Dabei nahm er unter anderem an der Schlacht von St. Mihiel teil. Nach dem Waffenstillstand vom November 1918 gehörte Kilbourne bis zum Mai 1919 einer amerikanischen Kommission zur Inspektion der europäischen Küstenverteidigungsanlagen an.
In den Jahren 1920 bis 1924 war er Dozent am United States Army War College. Anschließend kommandierte er die Militärgarnison im Hafen von Boston und von 1925 bis 1928 gehörte er dem Stab der Küstenartillerie an. Danach hatte er bis 1929 das Kommando über die 2. Infanteriebrigade. Anschließend kehrt er ein weiteres Mal auf die Philippinen zurück, wo er bis 1932 die Küstenartillerie um Manila und der Subic-Bucht kommandierte. Damals ließ er auf der Insel Corregidor ein Tunnelsystem errichten, das den Amerikanern zu Beginn des Zweiten Weltkriegs bei der letztlich erfolglosen Verteidigung der Insel half die Kapitulation zu verzögern.
In den Jahren 1932 bis 1934 war Kilbourne Stabsoffizier im Kriegsministerium. Nach zwischenzeitlich anderen Verwendungen kommandierte er von April bis Juni 1936 die 2. Infanteriedivision, die damals in Fort Sam Houston stationiert war. Daran schloss sich das Kommando über die Sixth Corps Area an, das er ab dem 1. Juni bis zum 17. Dezember 1936 innehatte. Seit September kommandierte er gleichzeitig die 2. Armee. Im Dezember 1936 schied er aus dem aktiven Militärdienst aus.
Kilbourne schrieb im Lauf seines Lebens mehrere Romane. Zwischen 1937 und 1946 war er als Nachfolger von John A. Lejeune Superintendent (Leiter) des Virginia Miliary Instituts, an dem er einst selbst studiert hatte. Er starb am 12. November 1963 und wurde auf dem amerikanischen Nationalfriedhof Arlington beigesetzt.

## Orden und Auszeichnungen
Charles Kilbourne erhielt im Lauf seiner militärischen Laufbahn unter anderem folgende Auszeichnungen:
- Medal of Honor
- Distinguished Service Cross
- Army Distinguished Service Medal
- Spanish Campaign Medal
- China Campaign Medal
- Philippine Campaign Medal
- World War I Victory Medal
- Kriegskreuz (Frankreich)
- Mitglied der Ehrenlegion (Offizier) (Frankreich)
- Sankt-Olav-Orden (Norwegen)